# Kohana
Kohana – framework napisany w PHP 5, który implementuje wzorzec HMVC.
Kohana jest forkiem CodeIgnitera. Projekt zaczął się od wersji 1.5.4 CodeIgnitera 31 maja 2007 roku, kiedy ogłoszono powstanie nowego projektu, początkowo o nazwie BlueFlame. Niewiele później została wydana wersja 1.0, która stanowiła most pomiędzy CodeIgniterem a Kohaną.

## Technologia
- Czyste programowanie obiektowe w PHP 5
- Prosta obsługa baz SQL przy wykorzystaniu sterowników SQL
- Sesje wielokrotne (natywna, bazy danych i cookie)
- Rozbudowany system obsługi zdarzeń